# مديرية القاهرة

تعديل مصدري - تعديل

مديرية القاهرة إحدى مديريات محافظة تعز في اليمن. بلغ عدد سكانها 146259 نسمة عام 2004 أشهر معالمها الاثرية
قلعة القاهرة.

## التقسيم الإداري
تقسم المديرية إلى حي واحد يحمل نفس اسم المديرية ويشمل عدة حارات.